# Partidul Nazist American
Partidul Nazist American este un partid politic de extremă dreapta înființat de George Lincoln Rockwell în Arlington, Virginia. Rockwell a fondat organizația sub denumirea World Union of Free Enterprise National Socialists (WUFENS), însă a decis să-l schimbe în Partidul Nazist American în 1960. Încă din această perioadă, un număr de organizații au activat sub numele de „Partidul Nazist American”, majoritatea fiind independente una de cealaltă. Agenda partidului consta în idealurile și politicile NSDAP, partid înființat de Adolf Hitler în perioada nazistă, iar membrii acestuia au adoptat uniformele și iconografia. La scurt timp după asasinarea lui Rockwell în 1967, în fruntea organizației a trecut comandatul Matt Koehl. Sub comanda sa au început să apară conflicte și neînțelegeri ideologice în perioada anilor 1970 și 1980. În 1982, Martin Kerr, lider al sediului central Franklin Road, a anunțat că partidul își schimbă denumirea în New Order, iar sediul va fi mutat în vestul mijlociu. Din cauza problemelor legale și financiare, Koehl a fost obligat să mute sediul organizației în diferite orașe din Wisconsin și Michigan. După moartea sa în 2014, Martin Keer și-a asumat funcția de lider.
Un fost membru al partidului original, Rocky Suhayda, și-a înființat propria organizației sub același nume (activă începând cu 2008). Syhayda a declarat că partidul său este cel înființat de Rockwell, deși nu există nici o legătură legală sau financiară între acestea. Singurul lucru pe care acestea îl au în comun pe lângă ideologie este comercializarea unor ediții retipărite ale revistei Stormtrooper. Suhayda a criticat Mișcarea Național Socialistă pe motiv că fondatorul Clifford Herrington este satanist.

## Sediul central
Sediul central al WUFENS a fost stabilit pe bulevardul Williamsburg în Arlington, însă a fost mutat pe strada North Randolph 928 după schimbarea denumirii. Rockwell și alți membri au construit și o „Baracă a Stormtrooperilor” într-un vechi conac aflat în proprietatea văduvei lui Willis Kern în Dominion Hills. După moartea lui Rockwell, sediul a fost mutat din nou pe aceeași stradă la numărul 2596. Strada Franklin Road este astăzi deseori confundată cu adresa sediului central al partidului, fiind de fapt ultima adresă fizică a organizației care i-a succedat.

## Schimbarea numelui și reformele
Sub Rockwell, partidul a adoptat uniformele și iconografia nazistă.
După câțiva ani trăiți în condiții mizere, Rockwell a început să obțină venituri în urma discursurilor susținute în cadrul a diferite universități. Acesta și-a dorit să demonsteze că partidul este unul legitim; prin urmare, a început să contraatace afirmațiile celor considerați anti-albi, să înlocuiască sloganul „Sieg Heil” cu „White Power” și să candideze în alegeri locale. Pe 1 ianuarie 1967, Rockwell a schimbat denumirea Partidului Nazist American în National Socialist White People's Party, mișcare prin care a alienat o parte din membri.
Noua denumire era o „imitație conștiincioasă” a NAACP (National Association for the Advancement of Colored People). Rockwell și-a dorit o perspectivă mai „ecumenică” și simțea că bannerul cu svastica împiedica progresul organizației. După asasinarea sa, Matt Koehl a devenit noul lider al partidului și a încheiat epoca PNA. Mai mult, membrii implicați în conflicte violente fie au fost eliminați din partid de Koehl, fie l-au părăsit de bună voie. După asasinarea lui Rockwell, o serie de organizații - precum James Burford în Chicago și John Bishop în Iowa - au preluat logoul partidului său.
Apogeul lui Rockwell a fost atins cel mai probabil în 1966 și 1967. A fost intervievat de Playboy, moment care a creat foarte multe controverse în rândul adepților (numărul acestora fiind în jur de 500).
Înainte de a iniția o serie de reforme în cadrul partidului, Rockwell a fost asasinat pe 25 august 1967 de către un membru renegat pe nume John Patler.

## Asasinarea lui Rockwell
O tentativă de asasinare a avut loc pe 28 iunie 1967. În timp ce se întorcea de la cumpărături, acesta a observat că în parcarea din fața „Barăcii Stormtrooperilor” era blocată de un copac căzut și de tufișuri. Acesta a considerat că este doar o altă glumă a adolescenților din zonă. În timp ce un membru al partidului curăța zonă, două focuri de armă au fost trase asupra lui Rockwell din spatele unui zid din apropierea drumului. Unul dintre gloanțe a ricoșat din mașină și a trecut pe lângă capul acestuia. Pe 30 iunie, Rockwell a aplicat pentru un permis de armăt la Arlington County Circuit Court; cererea sa a rămas fără răspuns.
Pe 25 august 1967, în timp ce ieșea din spălătoria Econowash din Centrul Comercial Dominion Hills, un asasin ascuns pe acoperișul clădirii a tras două focuri de armă asupra mașinii lui Rockwell. Cel de-al doilea glonț la lovit pe acesta în piept. Acesta a ieșit din mașină, a arătat către acoperișul de pe care s-au tras gloanțele și a căzut la pământ. A fost pronunțat mort la fața locului. Asasinul era un fost membru pe nume John Patler, dat afară de Rockwell pe motiv că ar fi încercat să introducă doctrina marxistă în platforma partidului.

## Alte lucrări
- Schmaltz, William H. (2000). Hate: George Lincoln Rockwell and the American Nazi Party (Paperback). Washington, D.C.: Brassey's Inc. ISBN 1574882627. ISBN 978-1574882629.
- Goodrick-Clarke, Nicholas. Hitler's Priestess: Savitri Devi, the Hindu-Aryan Myth, and Neo-Nazism. New York: New York University Press, 1998; ISBN 0-8147-3111-2
- ---- Black Sun: Aryan Cults, Esoteric Nazism and the Politics of Identity. New York: New York University Press, 2001; ISBN 0-8147-3155-4
- Simonelli, Frederick J. American Fuehrer: George Lincoln Rockwell and the American Nazi Party. Urbana: University of Illinois Press, 1999; ISBN 0-252-02285-8 and ISBN 0-252-06768-1